# Герб Городенківського району
Герб Городенківського району — офіційний символ Городенківського району, затверджений рішенням сесії районної ради.

## Опис
Щит розділений лівим лазуровим перев'язом на золоту і зелену частини. У першій частині срібний янгол, у другій золотий колос у стовп. Щит увінчаний червоною зубчастою стіною, на якій сидить чорна галка, і обрамлений буковими гілками, перевитими синьо-жовтою стрічкою.